# Buteo auguralis
Buteo auguralis là một loài chim trong họ Accipitridae.